# اچ‌ام‌اس پاپوآ (کی۵۸۸)
اچ‌ام‌اس پاپوآ (کی۵۸۸) (به انگلیسی: HMS Papua (K588)) یک کشتی بود که طول آن ۳۰۳ فوت ۱۱ اینچ (۹۲٫۶۳ متر) بود. این کشتی در سال ۱۹۴۳ ساخته شد.